# Gabriella Rosenthal
Gabriella Rosenthal (* 22. September 1913 in München; † 27. März 1975 in Israel) war eine israelische Malerin, Karikaturistin und Autorin.

## Leben
Gabriella Rosenthal wuchs in München in einer assimilierten jüdischen Familie auf. Ihr Vater, Erwin Rosenthal hatte einen Doktor in Kunstgeschichte und war Inhaber eines angesehenen Antiquariats. Der Großvater Jacques Rosenthal hatte mit seinem Antiquariat dazu beigetragen, München zu einem internationalen Zentrum für Antiquariate zu machen. Dort hat Gabriella einige Zeit mitgearbeitet, was ihr half ihr künstlerisches Talent zu entwickeln, Wissen zu erwerben und fremdsprachliche Fähigkeiten zu erwerben. 
Die Mutter, Margherita, war die Tochter von Leo Olschki, einem führenden Buchdruck-Experten und Antiquar Italiens. Bernard M. Rosenthal, der als Antiquar in den USA lebte, und Albi Rosenthal, britischer Musikantiquar und Musikwissenschaftler, waren ihre Brüder.
Gabriella Rosenthal besuchte das Städtische Luisengymnasium. Danach studierte sie Kunst in Deutschland und Paris. Ihre künstlerischen Vorbilder waren der französische Karikaturist Honoré Daumier, Wilhelm Busch, sowie Walter Trier.
Zusammen mit ihrem Ehemann, dem Schriftsteller Schalom Ben-Chorin, emigrierte sie im September 1935 nach Palästina. 1936 kam ihr Sohn Tovia Ben-Chorin in Jerusalem zur Welt. Die Ehe wurde 1943 geschieden.

## Wirken
Zunächst arbeitete Rosenthal als Bildjournalistin für die zionistische Zeitung Jüdische Rundschau bis zu deren Verbot 1938 und für die C.V. Zeitung des Central-Vereins deutscher Staatsbürger jüdischen Glaubens. Ihre künstlerische Karriere begann 1938 mit einem mit Zeichnungen versehenen Artikel für die Kinder-Rundschau, die als Beilage der Jüdischen Rundschau erschien, sowie einem Artikel im Blatt der Jüdischen Frau, ebenfalls mit eigenen Illustrationen, das in der CV-Zeitung des Central-Vereins deutscher Staatsbürger jüdischen Glaubens beilag. Sie beschreibt dort einige interessante Lokale in Jerusalem für das deutsche Publikum, kurz bevor das Publikationsorgan im nazistischen Deutschland verboten wurde. Es folgte der Zyklus Kleines Jerusalemer Kaleidoskop mit Episoden aus Geschichte und Leben der Stadt, das sie ihrem Vater 1939 zum 50. Geburtstag widmete.
Rosenthal erlangte 1946 erste Bekanntheit mit Cartoons in Aquarell und Tusche, die jeden Freitag unter der Rubrik Palestine People in der englischsprachigen Palestine Post (heute Jerusalem Post) erschienen. Subtil beobachtet sie hier das Alltagsleben von Juden und Muslimen, griechisch-orthodoxen Mönchen, abessinischen Geistlichen, Katholiken und Anglikanern, sowie der Repräsentanten der britischen Mandatsregierung. Das Zusammenprallen der verschiedenen Ethnien, aber auch wie sie sich doch auch hin und wieder gut miteinander arrangieren, ist fortan ihr Sujet, auf das sie mit humorvollem, liebevollen Blick schaut. Diese Bilder sind ein einzigartiges historisches Zeitdokument Israels vor und kurz nach der Staatsgründung. Dass sie so erfolgreich mit ihren Bildern ist, führte Rosenthal darauf zurück, „dass es noch nie jemand gegeben hat (...), der das heilige Land auf bajuvarisch ausnützt. (...) Man sieht die Bewohner hier entweder uff tragisch oder biblisch-wüstenhaft und jetzt freuen sich die Leut dass einer eine Gaudi anfängt und sie sanft dableckt [=verspottet].“ Nach ihrer Scheidung 1943 arbeitet sie für die Women's Auxiliary Air Force (WAAF) der britischen Armee in Kairo.
1951 gestaltete die Zeichnerin das Buch Esther, das traditionell als Rolle gefertigt wird. Das Besondere: Sie illustrierte die Rolle mit zeitgenössischen Gesichtern ihrer unmittelbaren Umgebung, sie ist somit neben ihrem rituell-religiösen Inhalt auch ein künstlerisches Zeugnis der damaligen Gesellschaft des jungen Landes Israel. 
Ihr Sohn Tovia Ben-Chorin, der Rabbiner wurde, schildert seine Mutter als eine Frau, die den Angehörigen der Minderheiten in Galiläa, vor allem Palästinensern und Drusen, immer freundschaftlich verbunden war. Sie arbeitete ab Mitte der 1950er-Jahre als Zeichenlehrerin in arabischen und drusischen Dörfern, so wie auch als Reiseführerin.
1975 starb Rosenthal überraschend, begraben wurde sie in Jerusalem.

## Werke
- Esther-Rolle, Tel Aviv 1951
- Odd Corners in Jerusalem, Tel Aviv 1952
- mit Meir Tsvi Parosh: Schabbat und Feiertag. Für die Kinder Israels, Tel Aviv 1955
- mit Hedwig Wimmer u. Ernst H. Kallmann: Israel, Land ohne Beispiel, München 1966
- mit Hedwig Wimmer u. Ernst H. Kallmann: Das ist Israel, München 1967
- mit Werner Braun: Jerusalem, München 1968

## Ausstellungen
- 1958 Folklore Exhibition of Israel Minorities, Municipal Museum of Acre
- 1960 Durch die Torbögen, Bezalel National Museum, Jerusalem
- 2018/19 Es war einmal in Jerusalem. Gabriella Rosenthal. Zeichnungen Palestine/Israel 1938 - 1955, Stiftung Neue Synagoge Berlin -Centrum Judaicum, Berlin
- 2020 Von der Isar nach Jerusalem. Gabriella Rosenthal (1913–1975) – Zeichnungen, Jüdisches Museum, München